# Stefaniola gloma
Stefaniola gloma är en tvåvingeart som beskrevs av Möhn 1971. Stefaniola gloma ingår i släktet Stefaniola och familjen gallmyggor. Inga underarter finns listade i Catalogue of Life.